# Dziesma Par Laimi
Dziesma par laimi (Uma canção sobre felicidade) foi a canção que representou a Letónia na semi-final do Festival Eurovisão da Canção 2004 que teve lugar em Istambul, Turquia em 12 de Maio desse ano.
A referida canção foi interpretada em letão por Fomins & Kleins. Participou na semi-final, sendo a quarta canção a ser interpretada na noite do festival, a seguir à canção da Suíça "Celebrate!", cantada por Piero Esteriore e The MusicStars e antes da canção de Israel "Leha'amin", interpretada por David D'or. Terminou em 17.º lugar, tendo recebido 23 pontos, não tendo sido apurada para a grande final.

## Autores
- Letrista: Guntars Račs
- Compositor: Tomass Kleins

## Letra
A canção é um rock com influências pista, com o cantor dizendo a sua amante que "quando não há mais nada, acho que ainda tenho uma música que eu possa cantar para você" e explicando que a música em questão é sobre a felicidade no mundo. Ele canta que este é o tipo de felicidade que vem de forma inesperada "e nos toma pela mão".

## Versões
A canção foi gravada em uma série de outras línguas. O duo é creditado com gravações em lituano, estónio, ucraniano, holandês, polaco, russo, finlandês e inglês, e uma versão bilingue em letão e bielorrusso.
- "Pesnia pra ščasce" (letão e bielorrusso)
- "Laimes daina" (lituano)
- "Laul mulle alati truu" (estónio)
- "Pisnya nadiy " (ucraniano)
- "Aap uit de mouw" (holandês)
- "Piosenka o szczęściu" (polaco)
- "Pesnya pra schastie" (russo)
- "Laulu onnesta" (finlandês)
- "Blue skies will come" (inglês)